# Noguera de Albarracín
Noguera de Albarracín – gmina w Hiszpanii, w prowincji Teruel, w Aragonii, o powierzchni 47,44 km². W 2011 roku gmina liczyła 152 mieszkańców.